# Julie Agnete Vang
Julie Agnete Vang (* 1. Mai 1984) ist eine dänische Schauspielerin.

## Leben
Julie Agnete Vang wuchs in Esrum in Nordseeland als Tochter eines Gärtners und einer Arzthelferin auf.
Sie schloss ihre Ausbildung an der Statens Teaterskole im Jahr 2008 ab. Nach ersten Theaterauftritten war sie 2009 in der Sketchshow Live fra Bremen zu sehen. Es folgten zahlreiche Auftritte in Film- und Fernsehproduktionen. In der dritten Staffel der Politserie Borgen – Gefährliche Seilschaften war Vang in der Rolle der Politikerin Nete Buch zu sehen. In Thomas Vinterbergs Drama Die Kommune übernahm sie 2016 die Rolle der Mona. Im Jahr darauf war sie in der Serie Familien Fredagsslik als Mor zu sehen. 2020 folgten Rollen in den Fernsehserien Wenn die Stille einkehrt und Store Lars.
Vang ist seit dem Jahr 2017 mit dem Schauspieler Thomas Voss verheiratet. Aus der Ehe ging eine Tochter hervor.

## Filmografie (Auswahl)
- 2009: Live fra Bremen (Fernsehserie, 10 Episoden)
- 2009: Kommissarin Lund – Das Verbrechen (Forbrydelsen, Fernsehserie, 2 Episoden)
- 2009: Kristian (Fernsehserie, 1 Episode)
- 2010: Protectors – Auf Leben und Tod (Livvagterne, Fernsehserie, 1 Episode)
- 2013: Borgen – Gefährliche Seilschaften (Borgen, Fernsehserie, 8 Episoden)
- 2013: Tomgang (Fernsehserie, 1 Episode)
- 2014: Limbo (Fernsehserie, 4 Episoden)
- 2014: Klassefesten 2: Begravelsen
- 2014: Inspector Barnaby (Midsomer Murders, Fernsehserie, 1 Episode)
- 2015: Rosita
- 2016: Die Kommune (Kollektivet)
- 2016: Tordenskjold & Kold
- 2016: Simon Talbots Sketch Show (Fernsehserie, 1 Episode)
- 2017: Familien Fredagsslik (Fernsehserie, 12 Episoden)
- 2017: Kein Problem (Kurzfilm)
- 2017: Among the Adults (Kurzfilm)
- 2018: Lucia und der Weihnachtsmann (Julemandens datter)
- 2019: Mødregruppen
- 2019: Gentleman Jack (Fernsehserie, 1 Episode)
- 2020: De forbandede år
- 2020: Wenn die Stille einkehrt (Når støvet har lagt sig, Fernsehserie, 9 Episoden)
- 2020: Store Lars (Fernsehserie, 8 Episoden)
- 2022: De forbandede år 2
- 2022: Tæt på sandheden med Jonatan Spang (Fernsehserie, 1 Episode)
- 2023: Jomfruer fra rummet
- 2023: Royalteen: Prinzessin Margrethe (Royalteen: Princess Margrethe)

- 2023: R.I.P. Henry (Fernsehserie, 8 Episoden)
- 2023: Agent (Fernsehserie, 8 Episoden)
- 2023: Valdes Jul (Fernsehserie, 24 Episoden)
- 2024: Jagtsæson 2 – I medgang og modgang